# Gynodiastylis jadzewskii
Gynodiastylis jadzewskii är en kräftdjursart som beskrevs av Blazewicz och Heard 1999. Gynodiastylis jadzewskii ingår i släktet Gynodiastylis och familjen Gynodiastylidae. Inga underarter finns listade i Catalogue of Life.